# Platysenta plagiata
Platysenta plagiata là một loài bướm đêm trong họ Noctuidae.